# Justyna Bednarek
Justyna Bednarek (ur. 1970 w Warszawie) – polska dziennikarka i autorka książek dla dzieci, absolwentka romanistyki.

## Życiorys
Absolwentka Szkoły Muzycznej 1. st. im. Karola Szymanowskiego w Warszawie, XLI Liceum Ogólnokształcące im. Joachima Lelewela w Warszawie, wydziału Filologii Romańskiej Uniwersytetu Warszawskiego oraz Uniwersytetu Ludowego Rzemiosła Artystycznego w Woli Sękowej.
Przez wiele lat pracowała jako redaktorka pism kobiecych. W roku 2004 wydała trzy wierszowane bajeczki o skrzacie Lenku („Lenek i podróż”, „Lenek i gwiazdka”, „Lenek i polowanie”), opublikowane przez Wydawnictwo Skrzat. „Niesamowite przygody dziesięciu skarpetek”, wydane w 2015 roku przez Poradnię K, są jej powrotem do literatury dziecięcej. Zilustrowane przez Daniela de Latour, czyt. Daniela de Latur Skarpetki zdobyły kilka nominacji i nagród. W roku 2016  ukazały się jej dwie kolejne książki: „Pięć sprytnych kun” z ilustracjami Daniela de Latour oraz „W to mi graj. Bajki muzyczne”, z malarskimi grafikami Józefa Wilkonia. Wszystkie pozycje opublikowała Poradnia K. W marcu 2017 roku ukazała się druga część skarpetkowej sagi, pod tytułem „Nowe przygody skarpetek (jeszcze bardziej niesamowite)”, ponownie zilustrowana przez Daniela de Latour. W planach jest realizacja serialu animowanego inspirowanego książką.

## Twórczość
Justyna Bednarek napisała ponad 51 książek.

### CyklNiesamowite przygody skarpetek
- 2015: Niesamowite przygody dziesięciu skarpetek (czterech prawych i sześciu lewych)
- 2017: Nowe przygody skarpetek (jeszcze bardziej niesamowite)
- 2019: Banda Czarnej Frotté: Skarpetki powracają!
- 2020: Zielone piórko Zbigniewa: Skarpetki kontratakują!
- 2022: Sekretna historia ludz... skarpetek
- 2023: Sekretna historia ludz... skarpetek, tom 2
- 2024: O rety, skarpety! Małe pomieszanie z poplątaniem plus trochę zagadek, dowcipów i jedna zwariowana historia

### CyklDusia i Świnek-Psinek
- 2018: Pierwszy dzień w przedszkolu
- 2018: Wszystko w porządku
- 2019: Dzień Niegrzeczniucha
- 2019: Nikt się nie boi
- 2020: Wielka miłość
- 2021: Zwierzątko do kochania
- 2021: Wtorek ze słoniem

### Książki z seriiCzytam sobie
- 2017: Pora na pomidora (w zupie)
- 2017: Cuda z mleka. Pankracy i Tatarak na  tropie bakterii
- 2018: Historie spod podłogi. Dom
- 2018: Muffiny Eufrozyny
- 2028: Historie spod podłogi. Serce
- 2018: Wielki bal Smerfetki
- 2018: Witajcie w Ponyville
- 2018: Historie spod podłogi. Wyprawa
- 2019: Fasola Eulalii
- 2020: Koperta z kotem
- 2020: Koty i kotki
- 2020: Złota rybka
- 2022: Kura Krystyna i jej banda
- 2023: Rycerka Rozalka
- 2023: Wyspa pirata Protazego
- 2024: Pan Pit i jego kwiatek
- 2025: Zjawa na zamku w Łajsku Dolnym

### CyklKury z grubej rury
- 2023: Kury z grubej rury
- 2023: O, kurza twarz!
- 2023: Hip, hip, kura!
- 2024: Piąta kura u wozu

### CyklOgród Zuzanny(z Jagną Kaczanowską)
- 2018: Miłość zostaje na zawsze
- 2018: Odważ się kochać
- 2019: Warto walczyć o tę miłość

Inne książki napisane wspólnie z Jagną Kaczanowską
- 2018: Okruchy dobra
- 2019: Galopem po szczęście
- 2020: Gorsza siostra

### Inne utwory
- 2016: Pięć sprytnych kun
- 2016: W to mi graj. Bajki muzyczne
- 2017: O srebrnej łyżce
- 2017: Pan Kardan i przygoda z vetustasem
- 2018: Babcocha
- 2018: Tropem jeźdźca na słoniu
- 2019: Galopem po szczęście
- 2019: Pan Stanisław odlatuje
- 2020: Basik Grysik i wrony (z Elą Wasiuczyńską)
- 2020: Najlepsze ciasto na świecie
- 2020: Ty też możesz uratować świat: Ekoopowieści z Pietruszkowej Woli
- 2021: Dom numer pięć
- 2021: Maryjki: Opowieści o Matce Boskiej
- 2021: Dobre Miastko. Warzywa z podróży
- 2022: Nasza niegrzeczna mama
- 2022: Smopsy
- 2023: Wnuczka antykwariusza
- 2023: Królewna Śnieżka
- 2023: Bolek i Lolek i piracka przygoda. Bajka o odwadze
- 2023: Opowiadania z wieczora i poranka (z Jerzym Moszkowiczem)
- 2024: Każdy może być święty, czyli nawet łobuzy idą do nieba
- 2025: Cuda Jezusa, czyli dlaczego pójdziemy do nieba
- 2025: Zemsta karalucha (z Bartkiem Broszem)

## Nagrody i wyróżnienia
| Nagrody i wyróżnienia                     |      | |        |
| Tytuł książki                             | Rok  | Kategoria                                                                                                   | Źródło |
| Niesamowite przygody dziesięciu skarpetek | 2015 | nominacja do tytułu Książki Roku 2015 Polskiej Sekcji IBBY                                                  | [ 8 ]  |
| Niesamowite przygody dziesięciu skarpetek | 2016 | nominacja do tytułu Najpiękniejszej Książki Roku.                                                           | [ 9 ]  |
| Niesamowite przygody dziesięciu skarpetek | 2016 | pierwsze miejsce w konkursie Przecinek i Kropka organizowanym przez sieć salonów Empik                      | [ 10 ] |
| Niesamowite przygody dziesięciu skarpetek | 2016 | Nagroda Literacka Miasta Stołecznego Warszawy w kategorii literatury dziecięcej (wraz z Danielem de Latour) | [ 11 ] |
| Pięć sprytnych kun                        | 2016 | nominacja do tytułu Książki Roku 2016 Polskiej Sekcji IBBY                                                  | [ 12 ] |
| Pan Kardan i przygoda z vetustasem        | 2018 | Nagroda Koziołka Matołka – Nagroda Literacka im. Kornela Makuszyńskiego                                     | [ 13 ] |
| Nasza niegrzeczna mama                    | 2023 | nominacja do Nagrody im. Ferdynanda Wspaniałego                                                             | [ 14 ] |
| Babcocha                                  | 2018 | nominacja do tytułu Książki Roku 2018 Polskiej Sekcji IBBY                                                  | [ 15 ] |
| Hip, Hip, Kura!                           | 2024 | Nagroda Żółtej Ciżemki                                                                                      | [ 16 ] |